# Prymas. Trzy lata z tysiąca

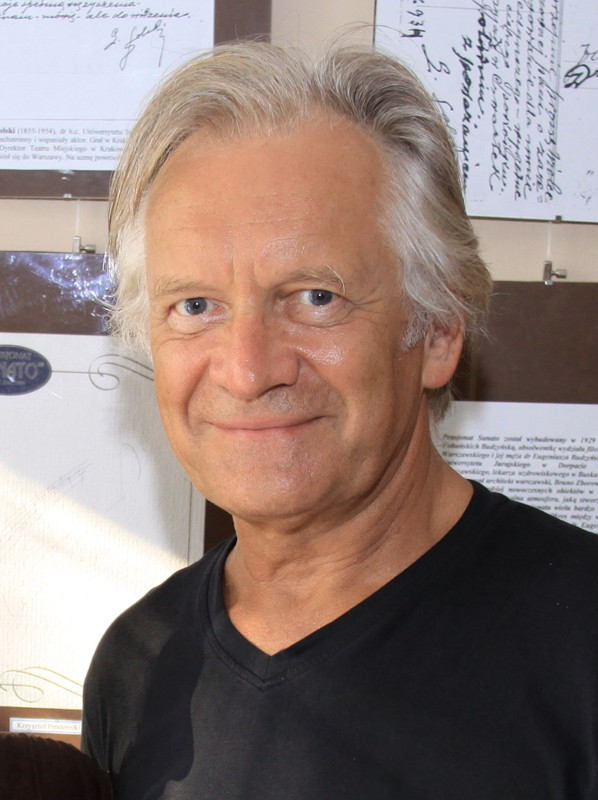
Andrzej Seweryn, odtwórca głównej roli

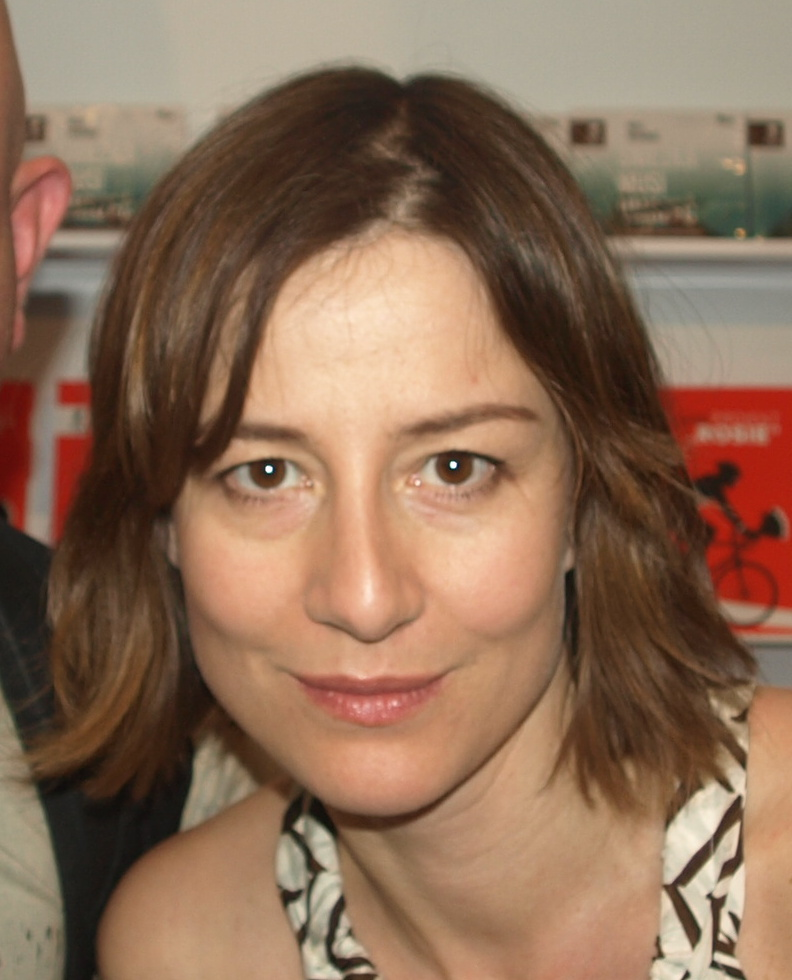
Maja Ostaszewska

Prymas. Trzy lata z tysiąca – polski dramat biograficzny z 2000 roku w reżyserii Teresy Kotlarczyk. Scenariusz filmu został oparty na Zapiskach więziennych kardynała Stefana Wyszyńskiego oraz bogatej dokumentacji. Film nie jest jednak wierną rekonstrukcją faktów historycznych, np. wprowadzenie postaci sobowtóra to zabieg artystyczny dodający historii grozy. Film był kręcony od 20 czerwca do 5 sierpnia 1999 w Warszawie i Lubiążu.

## Obsada
- Andrzej Seweryn – kardynał Stefan Wyszyński oraz Molenda, sobowtór prymasa
- Maja Ostaszewska – siostra Maria Leonia Graczyk
- Zbigniew Zamachowski – ks. Stanisław Skorodecki
- Krzysztof Wakuliński – pułkownik UB
- Grzegorz Sikora – komendant w Stoczku Warmińskim
- Mariusz Benoit – generał Kozyra
- Jerzy Trela – ojciec księdza Stanisława
- Henryk Talar – Bolesław Bierut
- Mariusz Jakus – Narwicz, współwięzień księdza Skorodeckiego w Rawiczu
- Joanna Orzeszkowska – strażniczka w Grudziądzu
- Maciej Wojdyła[2] – tajniak
- Piotr Adamczyk – asystent Kozyry
- Andrzej Bogusz – ksiądz Goździkiewicz, sekretarz prymasa
- Andrzej Blumenfeld – Herbert, ubek podsłuchujący prymasa w Stoczku Warmińskim
- Dorota Kwiatkowska-Rae – Madonna
- Krzysztof Banaszyk[3] – ubek aresztujący prymasa
- Krzysztof Bień – strażnik w Stoczku Warmińskim
- Andrzej Dębski – ksiądz Dębek w kurii krakowskiej
- Józef Fryźlewicz – ksiądz Wit Brzycki w kurii krakowskiej
- Janusz German – ksiądz w kurii krakowskiej
- Arkadiusz Janiczek – ubek aresztujący prymasa
- Rafał Kronenberger – ubek
- Józef Mika – ksiądz Józef Lelita w kurii krakowskiej
- Jerzy Żydkiewicz – ksiądz w kurii krakowskiej

## Nagrody
- 2000:
  - 25. Festiwal Polskich Filmów Fabularnych w Gdyni:
    - nagroda za pierwszoplanową rolę kobiecą – Maja Ostaszewska
    - nagroda Prezesa Zarządu Telewizji Polskiej nagroda „za wybitną kreację aktorską” – Andrzej Seweryn
- 2001:
  - Nagroda Muzyczna Fryderyk w kategorii: oryginalna ścieżka dźwiękowa – Zygmunt Konieczny
  - Polskie Nagrody Filmowe – Orzeł:
    - najlepszy dźwięk – Nikodem Wołk-Łaniewski
    - najlepszy film (nominacja)
    - najlepsza reżyseria – Teresa Kotlarczyk (nominacja)
    - najlepszy scenariusz – Jan Purzycki (nominacja)
    - najlepsze zdjęcia – Piotr Wojtowicz (nominacja)
    - najlepsza scenografia – Barbara Ostapowicz (nominacja)
    - najlepsze kostiumy – Ewa Krauze (nominacja)
    - najlepsza muzyka – Zygmunt Konieczny (nominacja)
    - najlepszy producent – Marian Terlecki (nominacja)
    - najlepsza główna rola kobieca – Maja Ostaszewska (nominacja)
    - najlepsza główna rola męska – Andrzej Seweryn (nominacja)
    - najlepsza drugoplanowa rola męska – Zbigniew Zamachowski (nominacja)

  - MFF Katolickich Niepokalanów:
    - nagroda w kategorii filmu fabularnego
    - nagroda Międzynarodowych Katolickich Organizacji Filmu i Telewizji OCIC
    - nagroda Międzynarodowych Organizacji Katolickich Radia i Telewizji UNDA

  - Tarnowska Nagroda Filmowa:
    - Nagroda Specjalna, Srebrna Statuetka Leliwity – Maja Ostaszewska
    - Nagroda Specjalna, Srebrna Statuetka Leliwity – Piotr Wojtowicz

  - Złota Kaczka:
    - najlepsza główna rola męska – Andrzej Seweryn